# Hucho bleekeri
A Hucho bleekeri a sugarasúszójú halak (Actinopterygii) osztályának lazacalakúak (Salmoniformes) rendjébe, ezen belül a lazacfélék (Salmonidae) családjába tartozó faj.

## Előfordulása
A Hucho bleekeri előfordulási területe Ázsiában található. Kína egyik endemikus hala.

## Megjelenése
Ez a hal általában 28 centiméter hosszú, azonban 64 centiméteresre is megnőhet. A testén és kopoltyúfedőjén kis, keresztalakú foltok láthatók. A felső állcsontja hosszabb, mint az állkapocscsontja.

## Életmódja
A sebes vizű kisebb folyókat és patakokat kedveli, ahol a homokos vagy kavicsos meder közelében tartózkodik. Ragadozóként, kisebb halakkal táplálkozik, étrendjét rovarokkal egészíti ki.